# Жареные кальмары

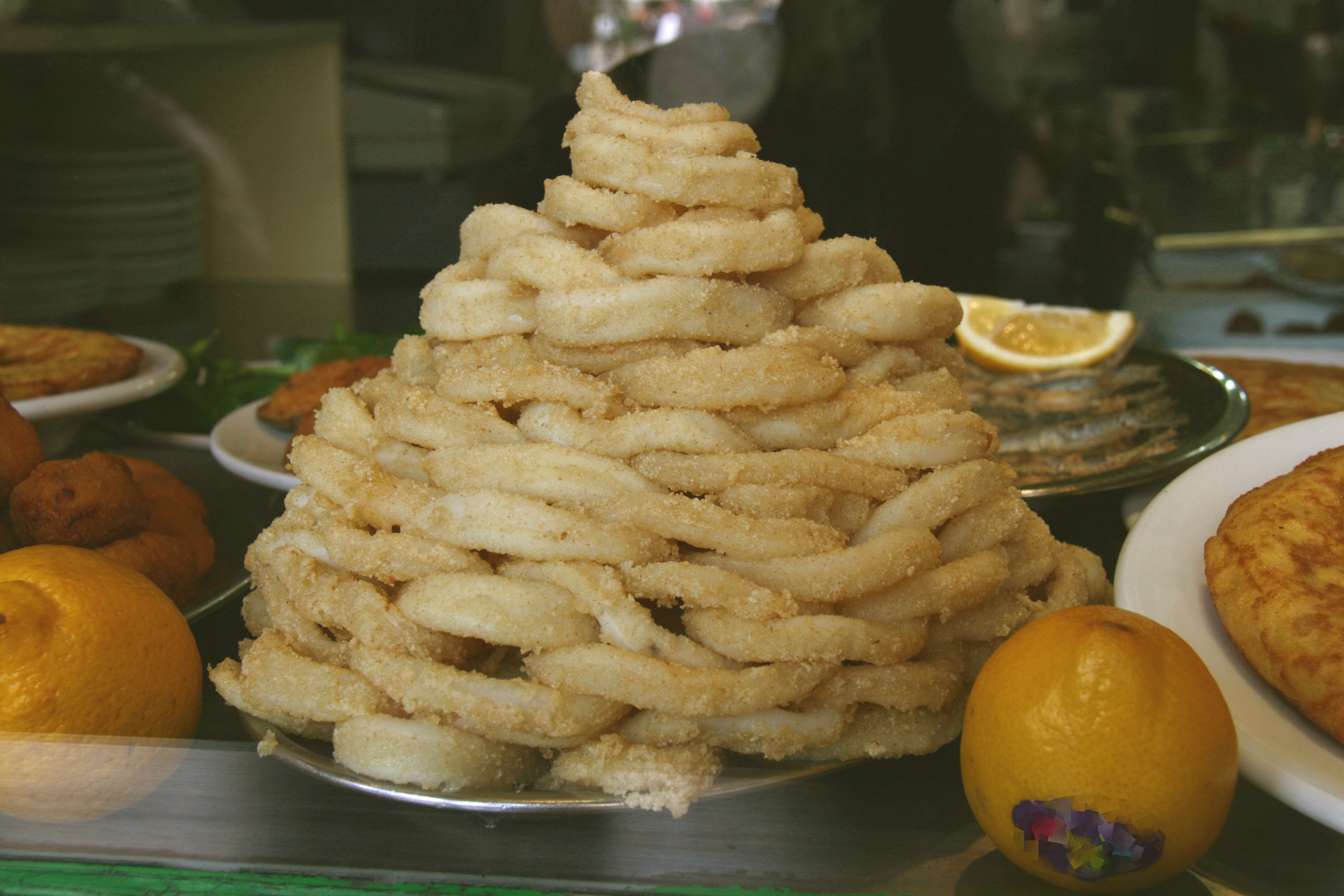
Горка кальмаров для приготовления бутербродов

Жареные кальмары — популярное блюдо средиземноморской кухни, представляющее собой обвалянные в пшеничной или нутовой муке и обжаренные в растительном масле кольца кальмара. В состав кляра также часто входят яйца, пиво. Для обжаривания также используются панировочные сухари. Типичное блюдо мадридской кухни.
В Испании часто предлагается в барах в качестве закуски тапас в холодном виде сервированными с ломтиком лимона. Жареные кальмары также сервируются в бутербродах. Полуфабрикаты замороженных кальмаров, готовых к обжарке, можно приобрести в большинстве испанских супермаркетов.